# 578

## Úmrtí
5. října – Justinus II.

## Hlavy států
- Papež – Benedikt I. (574–579)
- Byzantská říše – Justinus II. (565–578) » Tiberios II. (578–582)
- Franská říše
  - Soissons – Chilperich I. (561–584)
  - Orléans/Burgundsko – Guntram (561–592)
  - Mety – Childebert II. (575–595)
- Anglie
  - Wessex – Ceawlin (560–592)
  - Essex – Aescwine (527–587)
- Perská říše – Husrav I. (531–579)